# Zbrodnia w Chodaczkowie Wielkim
Zbrodnia w Chodaczkowie Wielkim – dokonana 15/16 kwietnia 1944 roku (pojawia się też data 17 kwietnia 1944) akcja pacyfikacyjna polskiej ludności cywilnej we wsi Chodaczków Wielki, położonej w byłym powiecie tarnopolskim województwa tarnopolskiego, w wyniku której śmierć poniosło od 250 do 862 osób. Pacyfikacji dokonali policjanci 4 Pułku Policyjnego SS sformowanego z ukraińskich ochotników do 14 Dywizji Grenadierów SS.

## Przyczyny i przebieg masakry
Chodaczków Wielki liczył w 1943 roku 2800 mieszkańców, w znacznej większości Polaków. Po wzroście nastrojów antypolskich wśród ludności ukraińskiej w 1943 roku, we wsi powołano samoobronę, która skutecznie odparła 3 ataki UPA na początku 1944 roku.
W kwietniu 1944 Chodaczków znalazł się w strefie przyfrontowej. Posiadanie przez mieszkańców miejscowości broni palnej oraz oskarżenia o wspieranie partyzantki sowieckiej mogły być przyczyną przeprowadzonej pacyfikacji.
15/16 kwietnia 1944 roku wieś została zajęta przez ukraińskich policjantów z 4 Pułku Policyjnego SS. Napastnicy przystąpili do systematycznego palenia i niszczenia zabudowań oraz mordowania mieszkańców wsi. Chwytanych palono w zamkniętych chatach i stodołach, do uciekających strzelano. Wrzucano granaty do pomieszczeń, w których ukrywali się ludzie. Znany jest przypadek ukraińskiej mieszkanki wsi, która przekonała esesmana, by nie wrzucał granatu do piwnicy, w której byli Polacy. Oddział pacyfikacyjny nie zniszczył wsi całkowicie; w pewnym momencie akcja została przerwana. Napastnicy zniszczyli większość budynków na ulicach: Dremewka, Długa, Mazurówka, Odetroka, Tarnopolska i Zacerkiew. Ocałały zagrody głównie przy ulicach: Ruska, Cygańska, Zagrody i Zakłąb. Ocalał także kościół i plebania. Według ukraińskiego IPN spalono 520-680 zabudowań.
Źródła podają różne liczby ofiar masakry: od około 250 (R. Kotarba), przez 275 lub 365 (ukraiński IPN), 250–854 (Grzegorz Hryciuk) po 862 (H. Komański i Sz. Siekierka) mieszkańców Chodaczkowa Wielkiego.
Ofiary pochowano w zbiorowej mogile. Po wojnie ocalałych Polaków z Chodaczkowa Wielkiego przesiedlono na tzw. Ziemie Odzyskane. Część z nich zamieszkała w Łące Prudnickiej oraz Gajkowie, gdzie na cmentarzu rzymskokatolickim usypali symboliczną mogiłę ofiar zwieńczoną krzyżem. U stóp krzyża znajduje się urna z ziemią zabraną z mogiły w Chodaczkowie.
Na miejsce wysiedlonych Polaków w latach 1944–1946 władze sowieckie przesiedliły z Polski 210 rodzin ukraińskich.